# Kościół Matki Bożej Wspomożycielki Wiernych w Birkirkarze
Kościół Matki Bożej Wspomożycielki Wiernych (malt. Knisja tal-Vergni Marija Għajnuna tal-Insara, ang. Church of the Vergin Mary Help of Christians), znany też jako Oratorju ta’ San Duminku Savio – rzymskokatolicki kościół przy Triq San Ġiljan w Birkirkarze na Malcie. Budynek jest oratorium Stowarzyszenia Misjonarzy św. Pawła (MSSP). Położony jest na terenie parafii św. Heleny w tejże miejscowości. 

## Historia
Z inicjatywą budowy oratorium i kościoła, również jako miejsca katechizacji młodzieży męskiej Birkirkary, wystąpił w 1910 młody kanonik Michael Sammut. Sponsorem budowy został prawnik z Valletty Michael Casolani z żoną Giulią oraz Alfons Marija Galea. Kamień węgielny został położony 23 marca 1910. Budowa kościoła została ukończona w ciągu zaledwie czterech miesięcy, świątynia została otwarta 31 lipca 1910. Kościół otrzymał wezwanie Matki Bożej Wspomożycielki Wiernych.
 Przez pierwsze dwa lata oratorium było prowadzone przez Salezjanów. Zostało ono nazwane na cześć Dominika Savio, który wówczas nie został jeszcze ogłoszony świętym (nastąpiło to w 1954). Później katechizacja została przeniesiona do sanktuarium Matki Bożej Tal-Ħerba, zaś budynek na okres 4 lat został przejęty przez Braci De La Salle. W 1927 fundatorzy kościoła przekazali go ks. Josephowi De Piro, który w 1910 założył na Malcie Stowarzyszenie Misjonarzy św. Pawła. Kościół i oratorium znajdują się w rękach Stowarzyszenia po dziś dzień.

## Architektura

### Wygląd zewnętrzny
Fasada kościoła nawiązuje do tradycyjnego stylu małych kaplic rozsianych na Malcie: wysoki prostokąt zdominowany na krawędziach przez dwa toskańskie pilastry na wolnostojących cokołach. Pośrodku szerokie drzwi z półokrągłym nadświetlem, a nad nim okrągłe okno. Nadświetle i okno nad nim zamknięte kwiecistą kratą z kutego żelaza. Na szczycie fasady, w ramie z dwóch małych słupków przykrytych półokrągłym frontonem z krzyżem, łaciński napis „Niech dzieci przychodzą do mnie, nie zatrzymuj ich, bo ich jest królestwo Boże”. W bocznych ścianach po pięć okrągłych okien. Z tyłu kościoła, nad prawą boczną elewacją dzwonnica parawanowa z trzema dzwonami. Przed kościołem niewielki placyk otoczony kamienną balustradą.

### Wnętrze
Wnętrze kościoła jest długie na 31,5 m (razem z prezbiterium), szerokość jego zaś wynosi 8,5 m. Sklepienie jest płaskie, wsparte na ukrytych metalowych belkach. Boczne ściany podzielone płaskimi pilastrami na pięć segmentów, z okrągłym oknem w każdym z nich. Pilastry nie mają kapiteli, ale łączy je gzyms opasujący całe wnętrze, układ prawdopodobnie w stylu secesyjnym, nowatorski w architekturze maltańskich kościołów w owym czasie.
Prezbiterium zajmuje cały jeden segment wewnętrzny i ma tradycyjny ołtarz. Po jego obu stronach dwoje drzwi do zakrystii. W 1972 dokonano zmiany na potrzeby soboru watykańskiego II, ołtarz stał się marmurowym tabernakulum, jakim jest do dzisiaj. W 1985 roku została wykonana marmurowa mensa nowego ołtarza na okazję konsekracji kościoła przez arcybiskupa Josepha Merciecę. W ramie nad ołtarzem znajduje się dziś krucyfiks, prawdopodobnie wykonany przez Augustyna Camilleriego. Kiedyś znajdowała się tam figura Matki Bożej Wspomożycielki Wiernych dłuta V. Cremony. Obrazy św. Józefa i św. Alojzego po bokach upamiętniają dwa stowarzyszenia młodych pracowników i studentów, które zostały założone, gdy oratorium było prowadzone przez salezjanów.

## Ochrona dziedzictwa kulturowego
27 sierpnia 2012 obiekt wpisany został na listę National Inventory of the Cultural Property of the Maltese Islands pod numerem 00282.